# Dornier Do 17
Дорньє Do 17 (нім. Dornier Do 17) — німецький двомоторний середній бомбардувальник фірми «Dornier» часів Другої світової війни.
Був одним з основних бомбардувальників люфтваффе. Випускали з 1937 по 1940 роки.

## Історія
Примітною особливістю створення цього літака є те, що він з самого початку розроблявся виключно як військовий літак, але через те що Німеччина не мала права розробляти такі літаки через накладені на неї обмеження після Першої світової війни, ця розробка була замаскована як створення суто комерційного літака, для використання в європейській «експрес службі» «Люфтганзи».
Перший дослідний Do 17 V1 уперше піднявся в повітря 23 листопада 1934 року. Льотчиком випробувачем фірми Дорньє був флюгкапітан Егон Фат (нім. Egon Fath). На цьому літаку було встановлено дванадцятициліндрові двигуни BMW VI 7,3 потужністю по 750 к.с., до кінця весни 1935 р. пройшли льотні випробування прототипи Do 17 V2 з моторами BMW VI 6,3 потужністю по 660 к.с. і Do 17 V3 з двигунами «Іспано-Суїза», які згодом через ненадійність були замінені на BMW VI 7,3. Під час випробувань літаки показали швидкість близько 330 км/год.
Усі три літаки 1935 року було передано «Люфтганзі» для коротких показових випробувань з метою приховати справжнє призначення літака. Після пробних рейсових польотів, проведених з 8 жовтня по 7 листопада, було оголошено, що літак не годиться для практичного використання у якості цивільного пасажирського чи транспортного літака через недостатню пасажиромісткість та незручності посадки-висадки (дуже вузький фюзеляж як у бомбардирувальника зовсім не підходив цивільному літаку). Експериментальні літаки були повернуті на фірму.
За легендою нещодавно створене перед тим Імперське міністерство авіації зацікавилось цим літаком лише після візиту на завод «Дорньє» у Левентгале колишнього співробітника фірми, флюгкапітана Роберта Унтухта, який служив пілотом в «Люфтганзі», а також офіцером зі зв'язку між авіакомпанією та міністерством авіації (нім. RLM). Технічний департамент міністерства запропонував компанії «Дорньє» випустити четвертий дослідний літак (V4) з мінімальними модифікаціями як бойовий літак.
Наприкінці літа 1935 р. з'явився Do 17 V4, який відрізнявся від попередників зовні лише закладенням ілюмінаторів та установкою рознесеного оперення. Внутрішні зміни включали установку відсіку за першим лонжероном крила. Порівняно з транспортними варіантами Do 17 V4 мав меншу довжину — вона скоротилася з 17.7 м до 17,15 м, двигуни ті самі — BMW V1. Восени 1935 р. до випробувань було допущено V6, аналогічний V4, і V5 з двигунами «Іспано-Суїза»-12Ybrs потужністю поблизу землі 775 к.с. і 860 к.с. на висоті 4000 м. З цими двигунами V5 досяг швидкості 389 км/год. Оборонне озброєння було відсутнє.
Do 17 V7 був уже озброєний одним 7,9-мм кулеметом MG-15, спрямованим назад на рухомій установці в блістері на фюзеляжі. Вогонь з нього вів радист. Прототип отримав також закруглену, засклену носову частину.
Експериментальний літак був продемонстрований в Бюкеберзі в жовтні 1935 року. У липні 1937 року Do 17 V8 взяв участь у міжнародному змаганні військових літаків у Цюріху, де виграв перегони «Коло Альп», перевершивши всі винищувачі.

## Конструкція
Схема бомбардувальника — двомоторний високоплан (нім. Schulterdecker-kampfflugzeug) з двокілевим оперенням.
Фюзеляж набирався з шпангоутів, з'єднаних швелерами стрингерів і був обшитий листами з легкого сплаву. Мав такий тонкий профіль, що його охрестили «літаючим олівцем».
Крило мало дволонжеронну конструкцію з частково металевою та частково тканинною обшивкою. Лонжерони мали несиметричний профіль з тонкого дюралю. Основні нервюри збиралися з дюралевих швелерів, а додаткові — мали трубчастий каркас. Тканинна обшивка використовувалася між лонжеронами на нижній поверхні крила. Щілинні закрилки йшли від елеронів до фюзеляжу.
Все паливо розташовувалося між лонжеронами центроплана біля фюзеляжу.
Головні стійки шасі забиралися назад в гондоли двигунів. Заднє колесо також забиралося.

## Модифікації

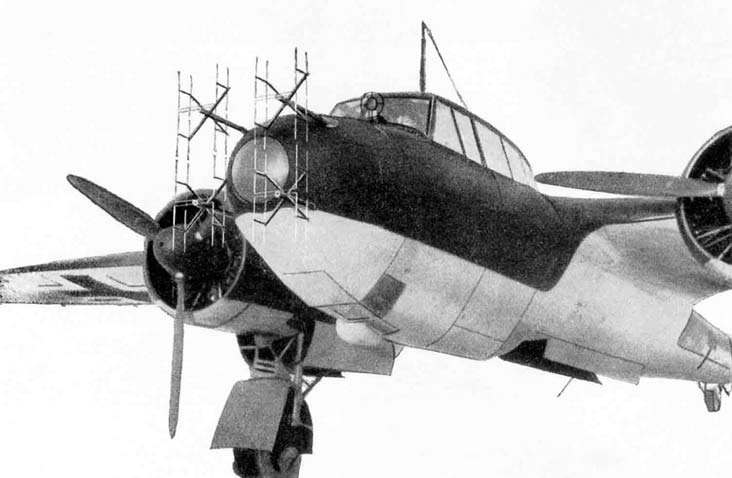
Do 17Z-10 з радаром.

- Do 17E — перший серійний варіант бомбардувальника з двигунами BMW IV. Екіпаж — 3 особи. Випускався в трьох модифікаціях E-1, E-2, E-3, які відрізнялись невеликими модифікаціями.
- Do 17F — тримісний літак-розвідник. В бомбовому відсіку встановлені камери для аерофотозйомки. Випускалось дві модифікації F-1, F-2.
- Do 17M — оснащений двигунами повітряного охолодження Bramo 323A-1. Встановлено електричний підйомник шасі. (200 екз.)
- Do 17P — розвідувальний варіант з двигунами BMW 132N. (330 екз.)
- Do 17K — експортний варіант для Югославії створений на базі Do 17M. Оснащувався 14-ти циліндровими двигунами повітряного охолодження GR 14N0, який випускався в Італії за французькою ліцензією.
  - Do 17Ka - літаки виготовлені в Німеччині (37 екз.)
  - Do 17Kb - літаки виготовлені за ліцензією в Югославії (місто Кралєво) (33 екз.)
- Do 17U — літак для цілевказання бомбардувальників. Оснащувався двигунами DB 600A.(15 екз.)
- Do 17Z — встановлено нову кабіну з збільшеними кутами огляду.
  - Do 17Z-0 — оснащувались двигунами Bramo 323A-1.
  - Do 17Z-1 — додатковий 7,92 кулемет в носовій частині.
  - Do 17Z-2 — оснащувався двигунами Bramo 323P (1000 к.с.) і додаткові кулемети в бокових вікнах. Бомбове навантаження — 1000 кг.
  - Do 17Z-3 — розвідувальний варіант.
  - Do 17Z-4 — навчально-тренувальний літак.
  - Do 17Z-6 — нічний винищувач-перехоплювач. Інфрачервона апаратура виявлення літаків.
  - Do 17Z-10 — нічний винищувач-перехоплювач. Посилене кулеметно-гарматне озброєння. Інфрачервона апаратура виявлення літаків.

### Dornier Do 215
Варіант машини Dornier Do 17Z-0 став прототипом експортного літака під назвою Do 215А-1, оснащеного двома двигунами DB 601. Замовлення на цей варіант бомбардувальника було отримано від Швеції та Югославії. Виробництво почалося в серпні 1939 р., проте жодна машина не надійшла до зарубіжних замовників, оскільки їх реквізувало Люфтваффе. Після деякого доопрацювання ці машини отримали позначення Do 215В-0, паралельно почалися роботи над бомбардувальником-розвідником Дорньє Do 215В-1, що оснащувався трьома фотокамерами та був здатний нести 1000 кг бомб.

## Історія використання

### Люфтваффе

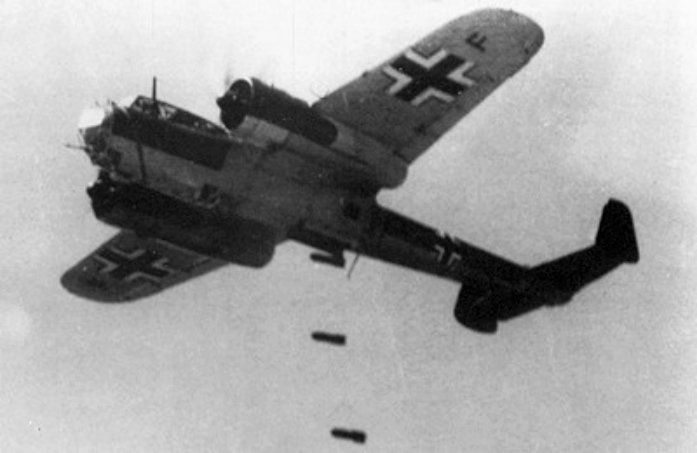
Do 17 під час скидання бомб.

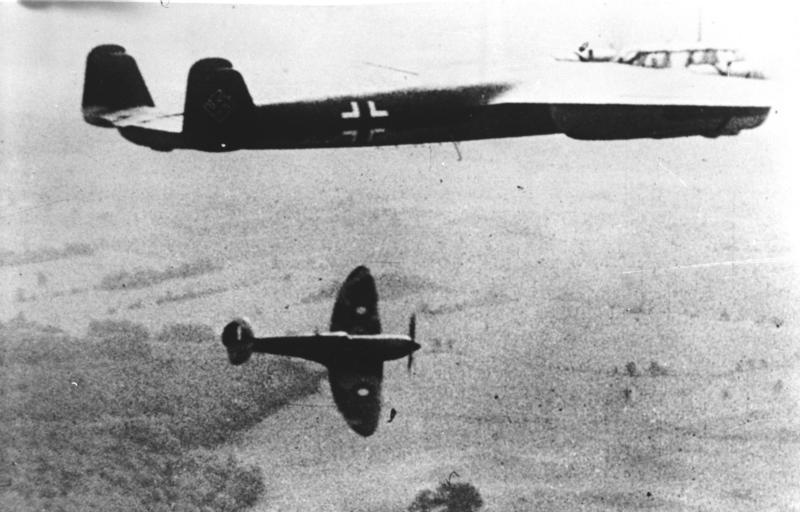
Do 17 і Supermarine Spitfire в небі над Британією

В армійські підрозділи перші Do 17 потрапили на початку 1937 року, а до кінця 1938 року вже 11 авіагруп в складі 4 ескадр мали ці літаки. На цей момент також почалась заміна першої бойової модифікації Do 17E на сучасніші Do 17M. Старіші модифікації було переведено в льотні школи.
Бойове хрещення літак отримав під час громадянської війни в Іспанії. В січні 1937 року 5 Do 17E було переведено на Пірінеї в складі легіону «Кондор». На весні — ще 15 Do 17F, а до кінця 1938 року ще 22 літаки. Після завершення війни вцілілі літаки були залишені Іспанії.
1 вересня 1939 року Люфтваффе мало 9 бомбардувальних авіагруп оснащених Do 17 (370 літаків, з них 212 модифікації Do 17Z). Всі літаки брали участь в нальотах на Польщу, перший виліт здійснила авіагрупа III/KG 3, літаки якої 5:30 ранку завдали удару по укріпленнях поблизу Тчева. В перші дні війни Do 17 залучались до атак на аеродроми, пізніше — здійснювали нальоти на промислові об'єкти і адміністративні центри. Зокрема Do 17 77-ї ескадри бомбили Лодзь, Томашів, Скерневиці, Кельці і Ченстохову. 25 вересня 77-ма ескадра в повному складі (близько 100 літаків) здійснили масований наліт на Варшаву. Останній виліт Do 17 в польській кампанії відбувся 27 вересня для бомбардування Модлинської фореці. Загалом за майже місяць боїв було втрачено 53 Do 17 — 28 бомбардувальників і 25 розвідників.
Через малу дальність польоту Do 17 майже не брали участі в захопленні Норвегії, зрідка використовувались розвідницькі модифікації. Але в наступі на Францію взяли участь усі існуючі на той момент авіагрупи з Do 17. Здебільшого вони використовувались для атак на аеродроми і комунікаційні вузли. Тільки 25 травня відбувся перший наліт на французькі війська під Ам'єном.
В битві за Британію взяло участь 8 груп Do 17 (ескадри KG 2 і KG 3, а також одна група з KG 76). Спочатку вони задіювались тільки для бомбардування морських цілей у протоці, але в серпні-вересні 1940 року всі було перекинуто на бомбардування аеродромів.
На Балканах, в бойових діях проти Югославії і Греції взяли участь три групи Do 17. Вони залучались до бомбардувань Белграду, а також грецьких портів. В процесі операції було втрачено 29 Do 17Z/P.
На початок операції «Барбаросса» в строю залишалось три авіагрупи оснащені Do 17Z (98 літаків). Вони всі ввійшли в авіаційну підтримку групи армій «Центр». В перші дні німецько-радянської війни вони бомбардували аеропорти. Найчастіше для цього використовувались малі осколкові бомби SD.2 (2 кг.). 6 серпня 1941 року дві авіагрупи I/KG 2 і II/KG 3 в складі 8-го авіакорпусу було переведено під командування 1-го повітряного фронту, що діяв на північному напрямі. Їх основною задачею стали атаки на залізничні вузли між Москвою та Ленінградом.
В грудні 1941 року останню авіагрупу Люфтваффе з Do 17, III/KG 3, було відправлено на переозброєння. Дві інші групи було переозброєно ще в листопаді. З 1942 року Do 17 в німецькій армії використовувались лише як буксир для планерів.

### Інші країни

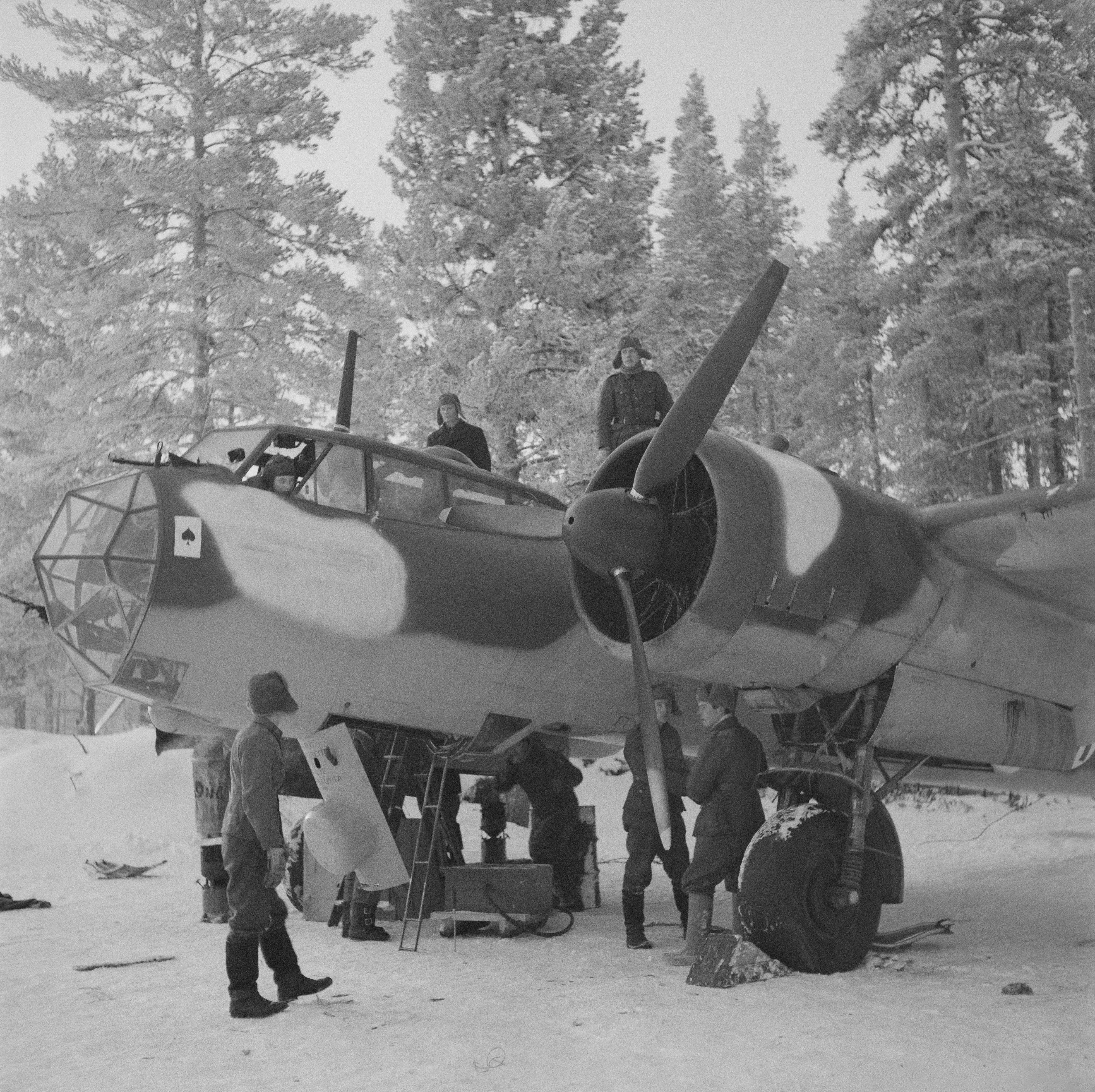
Do 17Z фінських ВПС. Січень 1942 року.

ВПС Югославії перед початком німецького наступу мали 60 Do 17K, які входили в 63 і 64 авіагрупи 3-го бомбардувального полку. За короткий час війни було здійснено 140 бойових вильотів, з них 131 — по атакуючих німецьких військах.
В 1940-42 роках Болгарія отримала 24 Do 17P від Німеччини, ще 6 Do 17K було захоплено в Югославії. Ці літаки брали участь в супроводі конвоїв в Егейському морі, а також патрулювання. Після переходу Болгарії на сторону союзників у вересні 1944 року, Do 17 ще були на озброєнні, і здійснили близько 350 вильотів проти німецьких військ.
ВПС Хорватії брали участь в німецько-радянській війні в складі хорватської повітряної легії, зокрема авіагрупа 15.(Kroat)/KG 3 була оснащена Do 17. Також 11 югославських Do 17K, разом з ще 30 Do 17E, 7 Do 17Z і 2 Do 17M, використовувались в протипартизанських діях. Останні бойові вильоти Do 17 на службі Хорватії відбулись 24 квітня 1945 року.
Фінляндія отримала 15 Do 17Z в січні 1942 року. Ними було оснащено авіагрупу LeLv 46, яка здійснювала бомбові нальоти на Мурманськ, а також на залізничні вузли.
В кінці 1942 року ВПС Румунії отримали 10 Do 17M які надійшли в 2-гу розвідувальну ескадру, що базувалась під Сталінградом.
Два югославські Do 17K було передано Італії для тестування, ще один — Угорщині. Два Do 17K, що вивозили югославський золотий запас, успішно перелетіли в Єгипет, де були включені в Королівські ВПС.

## Тактико-технічні характеристики

### Технічні характеристики
|                                     | Do 17E        | Do 17K        | Do 17M         | Do 17Z-2       |
| ----------------------------------- | ------------- | ------------- | -------------- | -------------- |
| Довжина                             | 16,25 м       | 16,6 м        | 16,1 м         | 15,8 м         |
| Висота                              | 4,32 м        | 4,32 м        | 4,6 м          | 4,6 м          |
| Розмах крил                         | 18 м          | 18 м          | 18 м           | 18 м           |
| Площа крил                          | 55 м²         | 55 м²         | 55 м²          | 55 м²          |
| Маса порожнього                     | 4500 кг       | 4860 кг       | 5160 кг        | 5200 кг        |
| Маса спорядженого                   | 7040 кг       | 7950 кг       | 8000 кг        | 8700 кг        |
| Максимальна злітна маса             | -             | -             | -              | 8850 кг        |
| Навантаження на крило               | -             | -             | -              | 156 кг/м ²     |
| Двигуни                             | 2 х BMW VI    | 2 х GR 14Na   | 2 х Bramo 323A | 2 × Bramo 323P |
| Потужність                          | 2 x 730 к. с. | 2 x 980 к. с. | 2 x 900 к. с.  | 2 x 1000 к. с. |
| Тягооснащеність                     | -             | -             | -              | 170 Вт/кг      |
| Максимальна швидкість               | 357 км/год    | 414 км/год    | 410 км/год     | 410 км/год     |
| Максимальна швидкість на рівні моря | -             | -             | -              | 342 км/год     |
| Крейсерська швидкість               | 300 км/год    | -             | -              | 300 км/год     |
| Дальність польоту (операційна)      | 500 км        | 450 км        | 500 км         | 320 км         |
| Максимальна дальність польоту       | 1500 км       | 1400 км       | 1360 км        | 1160 км        |
| Практична стеля                     | 5100 м        | 6800 м        | 7000 м         | 8200 м         |
| Швидкість підйому на 2000 м.        | 5,5 хв.       | 6,8 хв.       | 6,8 хв.        | 7,5 хв.        |
| Швидкопідйомність                   | 6,1 м/c       | 7,3 м/c       | 7,2 м/c        | 7,0 м/c        |

### Озброєння
- Кулеметне:
  - Do-17E/F: 2 × 7,92 мм кулемети MG-15 (один в верхній турелі і один в нижній)
  - Do-17M/P/K/Z-0: 3 × 7,92 мм кулемети MG-15 (один в носовій турелі, один в верхній турелі і один в нижній)
  - Do-17Z-1/Z-3: 4 × 7,92 мм кулемети MG-15 (один курсовий, один в носовій турелі, один в верхній турелі і один в нижній)
  - Do-17Z-2: 6 × 7,92 мм кулеметів MG-15 (один курсовий, один в носовій турелі, два в бічних вікнах, один в верхній турелі і один в нижній)
- Бомбове навантаження:
  - Do-17E/Z-0/Z-1: 500 кг — нормальна, 750 — максимальна
  - Do-17M/K/Z-2: 1 000 кг

## Країни-експлуатанти

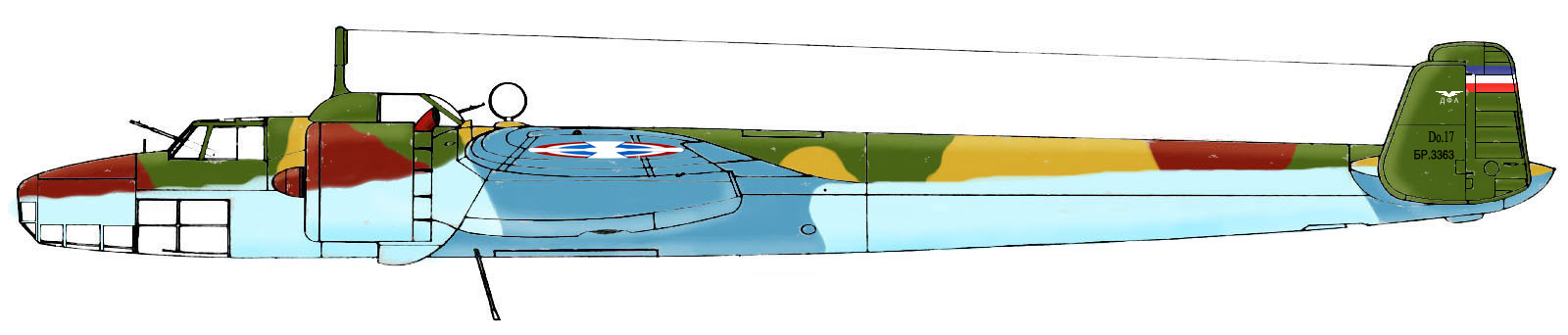
Do 17K в стандартному камуфляжі югославських ВПС.

- Третій рейх
- Іспанія
- Болгарія — 11 літаків було отримано 1940 року, ще 11 Do-17Kb1 — 1941 року і ще шість Do-17M — в 1943.
- Фінляндія